# Orthostichella turgidellacea
Orthostichella turgidellacea là một loài Rêu trong họ Meteoriaceae. Loài này được (Müll. Hal. ex Dusén) W.R. Buck mô tả khoa học đầu tiên năm 1994.